# Milichiella melaleuca
Milichiella melaleuca är en tvåvingeart som först beskrevs av Friedrich Hermann Loew 1863.  Milichiella melaleuca ingår i släktet Milichiella och familjen sprickflugor. Inga underarter finns listade i Catalogue of Life.
Tidigare räknades Milichiella tosi som synonym till Milichiella melaleuca, detta förändrades 2009 efter analys av fylogenetiska data.

## Utbredning
Artens utbredningsområde är Sydafrika.